# جيمي موراي (لاعب كرة قدم بريطاني)
جيمي موراي (بالإنجليزية: Jamie Murray)‏ (27 ديسمبر 1958 بآير في المملكة المتحدة - ) هو لاعب كرة قدم بريطاني في مركز الظهير. لعب مع كامبريدج يونايتد ونادي برينتفورد ونادي سندرلاند ونادي كامبريدج ستي وSoham Town Rangers F.C. ‏.